# Shingo Yamashiro
Shingo Yamashiro (山城 新伍 Yamashiro Shingo?, Kyoto, 10 de noviembre de 1938 – Machida, 12 de agosto de 2009) fue un actor de televisión y cine japonés.

## Biografía
Yamashiro nació con el nombre de Yasuji Watanabe (渡辺 安治 Watanabe Yasuji?), pero se cambió el nombre artístico a Shingo Yamashiro. 
Hizo su debut en el mundo del cine en 1957. Desde entonces, protagonizó en la serie de televisión Hakuba Dōji en 1960. En la década de los 70, Yamashiro apareció en la serie de películas de yakuzas titulada The Yakuza Papers y Jingi no hakaba (1975). Yamashiro también dirigió esporádicamente centrados en películas eróticas como Meneko y Futago-za no onna.

## Últimos años
Yamashiro fue admitido en un hogar de ancianos en Machida, Tokio occidental, para el tratamiento de diabetes. Murió de una neumonía en esa residencia el 12 de agosto de 2009 a los 70 años.

## Filmografía
Como actor
- 13 asesinos (Jūsan-nin no shikaku) (1963)
- Kunoichi ninpō (1964)
- Shinobi no manji (1968)
- The Yakuza Papers, Vol. 2: Deadly Fight in Hiroshima (Hiroshima shitô hen) (1973)
- The Yakuza Papers, Vol. 3: Proxy War (Jingi naki tatakai: Dairi sensô) (1973)
- Shin jingi naki tatakai (1974)
- Â kessen kôkûtai (1974)
- New Battles Without Honor and Humanity (1974), Kenji Yamamori
- The Homeless (1974)
- Shikingen gôdatsu (1975)[3]
- Utamaro: Yume to shiriseba (1977)
- Sono go no jingi naki tatakai (1979)
- Kinema no tenchi (1986)
- Hachiko Monogatari (1987)
- Sûîto hômu (1989)
- Last Run: 100 Million Yen's Worth of Love & Betrayal (Shissō Feraari 250 GTO / Rasuto ran: Ai to uragiri no hyaku-oku en) (1992)
- Osaka Tough Guys (Naniwa Yūkyōden) (1995)
- Ambition Without Honor 2 (Jingi naki yabō 2) (1997)
- Salaryman Kintaro (1999)
- Cementerio Yakuza (Shin jingi no hakaba) (2002)

Como director
- Meneko (1983)
- Futago-za no onna (1984)
- Sensei (1989)